# 40447 Lorenzoni
40447 Lorenzoni este un asteroid din centura principală de asteroizi.

## Descriere
40447 Lorenzoni este un asteroid din centura principală de asteroizi. A fost descoperit pe 11 septembrie 1999 la Observatorul San Vittore din Bologna. Asteroidul prezintă o orbită caracterizată de o semiaxă mare de 2,55 ua, o excentricitate de 0,25 și o înclinație de 4,3° în raport cu ecliptica.